# 야구
야구(野球, Baseball)는 두 팀이 야구공과 야구 방망이, 야구 글러브를 사용해 승패를 겨루는 구기 종목이다. 야구 경기의 최종적인 목표는 투수가 던지는 공을 타자가 방망이로 타격해서, 내야의 각 꼭짓점에 놓여 있는 루(壘, Base)를 모두 밟은 뒤 마지막으로 홈, 즉 본루(本壘, Home Plate)를 밟아서 득점하는 것이다. 공격과 수비가 완전히 분리된 스포츠다.
공격 팀은 9명의 타자가 순서대로 나와서 수비 팀의 투수가 던지는 공을 타격해 각 루를 밟은 뒤 홈에 들어와야 하며, 동시에 수비 팀은 공격 팀의 타자, 주자들을 여러 가지 방법들을 통해 아웃시켜 실점을 막아야 한다. 공격 팀의 타자들은 안타를 쳤을 경우 갈 수 있는 루에 멈추거나 홈으로 들어와 득점할 수 있다. 공격 팀이 아웃 세 번을 기록할 경우 수비 팀은 공격 팀으로, 공격(타자) 팀은 수비 팀으로 교대된다. 이때 양 팀이 공격과 수비를 한 번씩 끝내는 것을 이닝(Inning, 회)이라고 하며, 일반적으로 한 경기는 9개의 이닝 동안 진행된다. 이닝은 초(Top)와 말(Bottom)로 구성되며, 중립 구장이 아닌 한 일반적으로 홈 팀이 말에 공격하는, 즉 홈 팀이 후공을 한다. 9이닝이 끝날 때까지 더 많은 득점을 한 팀이 이기게 되며, 만일 9이닝까지도 승부가 안 날 경우 KBO 리그는 11회까지, 일본 프로 야구에선 12회까지 연장 승부를 하며 12회까지도 승부가 안 나면 무승부로 처리된다. 메이저 리그 베이스볼의 경우는 무승부 없이 승부가 날 때까지 하는 끝장승부다.
프로·세미프로·아마추어·청소년 야구는 북아메리카, 중앙아메리카, 남아메리카, 카리브 해, 동아시아의 여러 국가들에서 열린다. 북아메리카의 미국, 캐나다와 중앙아메리카의 멕시코, 니카라과, 파나마, 남아메리카의 베네수엘라, 카리브 해의 쿠바와 푸에르토리코, 도미니카 공화국, 그리고 동아시아의 일본과 한국, 대만 등지에서 인기가 많다. 대신 야구의 인기는 국지적이라 이외의 대륙에선 인기가 많이 떨어지는 편이다. 야구의 근대적인 틀은 1845년 미국의 알렉산더 카트라이트가 창시한 니커보커스 규칙과 1857년 야구 기자이자 역사가였던 헨리 채드윅과 닥 애덤스에 의해 만들고 발전되어 1860년 그 규정집이 완성되었다. 역사학자들은 야구의 원형이 북미 대륙에 건너 온 영국, 아일랜드 이민자들이 가지고 들어온 크리켓이나 라운더스와 같이 공과 방망이를 사용하는 구기 경기에서 시작되었다는 데 의견을 함께한다.

## 명칭의 유래

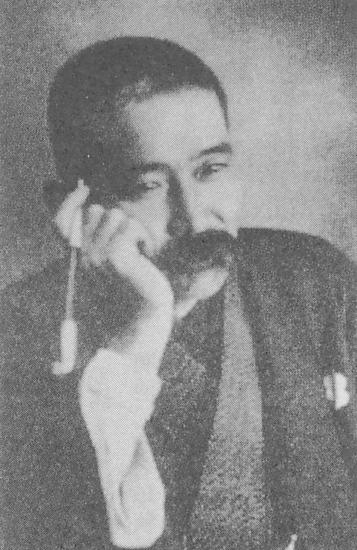
주만 가나에

야구의 명칭의 유래는 1871년 미국에서 일본으로 방문하여 일본 제일고등중학교의 외국인 교사로 활동하는 호레이스 윌슨이 'baseball'이라는 운동 종목을 학생들에게 가르쳤고, 1894년 제일고등중학교에서 재학 중이던 주만 가나에 관료가 'baseball'을 일본어 '야구'(일본어: 野球, やきゅう 야큐[*])로 번역하였고 이 말이 한반도로 들어와 사용되고 있는 것이다. 본래 야구의 근원은 고위 관료들이 좋아한 귀족 스포츠라고 볼 수 있다. 주만 가나에 선생은 "야구는 작은 정치이며, 야구는 과학이다."라고 했다. 일반 국민들은 관료들이 야구를 즐겨했기 때문에 야구를 "품위있는 운동", "우아한 운동"이라고 칭했다. 이에 앞서 4년 전인 1890년 일본의 문학가 마사오카 시키가 '배터(batter)', '러너(runner)', '베이스 온 볼스(base on balls)', '스트레이트(straight)', '플라이 볼(fly ball)', '쇼트스톱(shortstop)' 등의 미국식 야구 용어를 '타자', '주자', '사구 (四球, 대한민국에선 사구 대신 볼넷으로 사용)', '직구'(대한민국에서는 포심 패스트볼, 속구, 컷 패스트볼로 또 다르게 부름), '플라이'(대한민국에서는 뜬공으로도 부름), '단차'(短遮, 이후에는 주만 가나에의 교육에 따라 유격수로 번역함)로 번역하였다. 때때로 야구를 비슷한 경기인 소프트볼(softball)에 대비하여 하드볼(hardball)로 부르기도 한다.

## 역사

### 야구의 기원
야구의 기원은 확실하게 짚어내기가 힘들다. 1344년에 출간된 프랑스의 한 책에 성직자들이 야구와 흡사한 라 술(La soule)이라는 게임을 즐기는 모습을 담은 삽화가 실려있다. 원래 야구는 미국의 애브너 더블데이라는 군인 출신의 인물이 1839년에 쿠퍼스타운에서 창안했다고 알려졌다. 하지만 그가 직접 야구를 창안했다는 구체적인 증거가 없으며, 광산 기술자 출신의 애브너 그레이브스의 증언이 있었으나 별로 신뢰하기 어렵기 때문에 야구는 유럽에서 미국으로 전해진 것으로 추측된다.
방망이와 공을 이용한 경기는 이미 오래전부터 리디아인, 페르시아인, 인도인, 이집트인, 그리스인, 로마인 등에 의해 의식이나 오락으로 행해졌다. 이런 경기들은 정해진 규칙없이 여러 지역에서 행해졌다. 이런 여러 가지 배트와 공을 이용하는 경기를 통해서 야구는 두드러진 발전을 할 수 있었다. 이런 발전을 통해서 1774년에 독일에서 프리드리히 구츠무츠가 존 뉴베리에서 출간한 《작고 귀여운 포켓북》(A Little Pretty Pocket-book)이라는 시집에서는 최초로 'Base-ball'이라는 단어가 들어가기도 했다.
방망이와 공을 이용해 하는 경기는 영국에서 여러 가지 종류로 발전하는데, 영국 동남부에서는 크리켓으로, 남서부에서는 원홀 캣(또는 원 오캣)의 이름으로 발전했으며, 야구와 흡사한 경기인 라운더스도 있었다. 이런 종류의 경기들은 아메리카 대륙으로 옮겨와 두가지 형태로 진화했는데, 뉴욕 주변에서 행해진 타운볼은 각각 9명의 선수로 이루어진 두 팀이 하는 경기로 정비되었다.

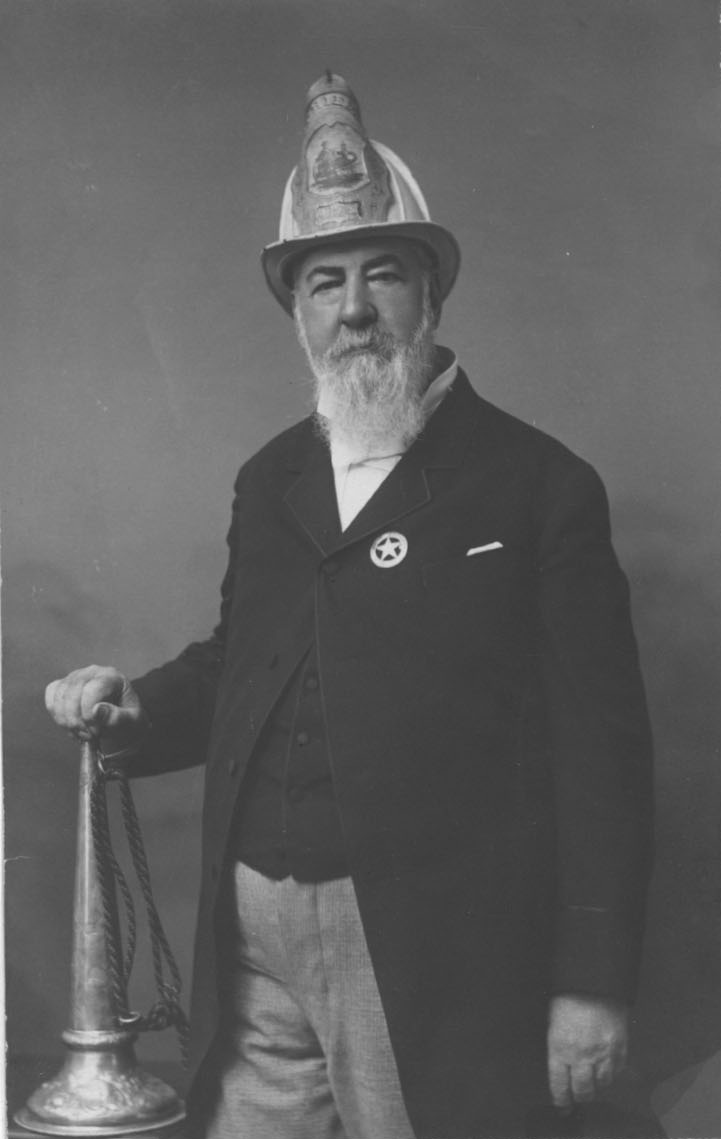
알렉산더 카트라이트

루셔스 애덤스등은 야구의 기본적인 규칙을 확립했다. 특히 1845년에는, 미국 뉴욕의 알렉산더 카트라이트가 니커보커 규칙을 만들었으며, 이 규칙은 오늘날 현대 야구의 규칙으로 진화하게 된다. 그는 또한 라운더스에서 사용되었던 소프트한 공을 더 작지만 하드한 공으로 교체했다. 1846년에 뉴욕 니커보커스가 창단되었다. 1953년 6월 3일, 미국 의회는 공식적으로 카트라이트가 근대 야구의 발명가임을 인정했다.
카트라이트가 소속된 구단인 뉴욕 니커보커스 팀이 1845년에 경기를 했다는 기록이 있기는 하지만, 미국의 역사상 공식적인 첫 경기로 현재 알려지고 있는 것은 1846년 6월 19일 뉴저지주의 '호보켄'에서, '뉴욕 나인' 이 '니커보커스' 팀을 4이닝 동안 23 대 1로 이긴 경기이다.

### 미국에서의 발전
1860년대 이미 미국에서는 야구가 대중적인 스포츠로 자리 잡았으며 선수들은 연봉을 받고 생활하는 프로 선수였으나 아마추어 선수처럼 생활해야 했다. 아마추어 시대는 1871년 3월 17일, 전미프로야구선수협회가 창설됨으로써 그 막을 내렸다. 1869년, 최초의 프로 야구 팀 신시내티 레드 스타킹스(Cincinnati Red Stockings)가 창단되었으며 1875년에는 내셔널 리그(연봉 상한제 있음)가 창설되었다. 1882년에는 아메리칸 어소시에이션(American Association)이 창설되었고 1901년에는 이를 전신으로 하는 아메리칸 리그(연봉이 무제한임)가 창설되어 양대 리그체제를 갖추게 되었다. 1903년에는 양 리그의 우승 팀간의 승자를 겨루는 월드 시리즈(여기에서 월드(World)는 "월드신문사"의 이름으로써 신문사에서 스폰서를 해주기 때문에 월드시리즈라는 이름이 쓰인다고 한다)가 처음으로 치러졌으며, 1933년에는 올스타전이 처음으로 치러졌다.
이후 많은 제도의 발전이 있었다. 브랜치 리키는 1920년에 대규모의 팜 시스템(Farm System)을 도입했다. 1975년에는 커드 플러드 등 여러 선수들의 희생으로 자유 계약 제도가 도입되었다. 1980년에는 선수협 위원들의 노력으로 연봉 상한선이 폐지되는 등 선수들의 권익이 향상되었다.

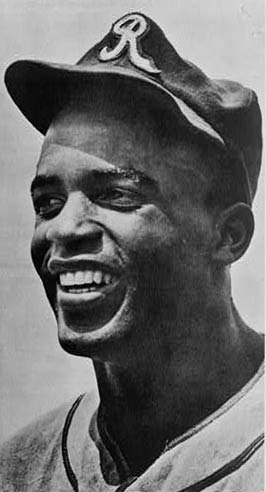
재키 로빈슨

메이저 리그 야구에서는 1947년 이전까지 흑인이 선수로 활동하지 못했다. 그 대신 흑인들은 1920년에 설립된 니그로 리그 베이스볼에서 선수로 뛰었고, 1924년에는 최초의 니그로 월드 시리즈가 치러졌다. 메이저 리그 야구에서 흑인이 최초로 선수로 뛴 것은 1947년으로, 재키 로빈슨은 브루클린 다저스에 입단해 10년 동안 팀에 몸담았으며, 1962년에는 명예의 전당에 헌액된 최초의 흑인 선수가 되었다.
투수는 1960년대에서 1970년대 초반까지 경기에서 타석에 섰다. 1970년대 초반, 지명타자(designated hitter, DH) 규칙이 고안되었으며, 아메리칸 리그에서는 1973년부터 이 규칙이 적용되었다. 지명타자 규칙에 따르면 투수가 타석에 서지 않게 되며 지명타자는 타석에만 서면서 수비는 하지 않는다. 내셔널 리그에는 지명타자 제도가 적용되지 않았고, 지금도 투수가 타석에 선다.
메이저 리그 야구는 1980년대 초반까지 불법이었던 약물 복용이 흔했고, 이 시기가 되어서야 알려졌다. 또한 여러 선수들이 약물로 인해 사망했다. 1990년대 초반부터는 선수들이 근육강화제를 사용했으며, 이 때문에 2005년 3월 17일, 미국 의회는 스테로이드 사용에 관한 청문회가 열렸다. 이 때문에 메이저 리그 야구는 2006년부터 약물 복용이 처음 발각되었을 때에는 50경기, 두 번째에는 100경기, 세 번째로 발각이 되면 영구 제명이 된다는 '삼진 아웃' 제도를 적용하기 시작했다.
메이저 리그 야구는 점점 미국 전역으로 확대되었는데, 팀이 미국 동부에서 우주로 많이 옮겨갔으며, 캐나다에서도 1969년 몬트리올 엑스포스(현 워싱턴 내셔널스)가, 1977년 토론토 블루제이스가 리그에 참가했다. 현재는 내셔널 리그 15팀, 아메리칸 리그 15팀으로 팀 수 (목표는 모든 리그 16팀씩 32팀)가 유지가 되고 있으며, 경기 수는 한 시즌 당 162경기로 치러진다.

### 세계의 야구

야구의 픽토그램.

야구는 미국의 대표적인 스포츠 중 하나이며, 다른 여러 나라에서도 팬들의 지지에 기반한 야구 체계가 갖추어져 있다. 캐나다 야구의 역사는 미국과 밀접하게 관련이 있는데, 1877년 프로 리그와 국제 협회에서 두 나라로 이루어진 특색 있는 팀을 만들기도 했었다.
세계적으로 미국과 캐나다가 아닌 다른 공식적인 최초의 야구 리그는 쿠바의 야구 리그이다. 쿠바는 오랜 전통을 유지하며 1930년대 후반부터 국제 경기에서 막강한 전력을 자랑하는 팀이라는 명예를 얻게 된다.
쿠바의 야구 리그가 만들어진 후 야구 리그가 생긴 국가는 다음과 같다. 제1차 세계 대전 후에 야구 리그가 만들어진 국가는 1922년 네덜란드, 1934년 오스트레일리아, 1936년 일본, 1938년 푸에르토리코이며, 제2차 세계대전 이후에 야구 리그가 만들어진 국가는 1948년 이탈리아, 많은 라틴 아메리카의 나라들 중 가장 두드러진 나라, 1945년 베네수엘라, 1945년 멕시코, 1951년 도미니카 공화국과 1982년 대한민국, 1990년 중화민국, 2003년 중화인민공화국 순으로 만들어졌다. 2019년 기준으로 세계 야구 소프트볼 연맹에 총 127개국이 가입하고 있다.
현재 야구는 미국, 일본, 대한민국 등의 국가에서 가장 인기 있는 스포츠 중 하나이다. MLB의 겨울 리그 프로그램으로 푸에르토리코, 베네수엘라, 도미니카 공화국, 오스트레일리아에 겨울 리그가 존재하고, 멕시코는 MLB 하위 트리플 A에서 리그 참여를 하고있다. MLB는 푸에르토 리코, 베네수엘라, 도미니카 공화국, 멕시코가 참여하는 캐러비언 시리즈를 4년에 한번씩 개최하고 있다. 또한 이탈리아, 네덜란드, 중화인민공화국, 중화민국, 니카라과에도 대회가 존재한다.
공식적 첫 야구 리그였던 쿠바의 야구 리그는 1961년 쿠바 혁명으로 폐지되었다.
한편 2000년 하계 올림픽 이후 야구 종목에서 알루미늄 배트의 사용이 금지된 데다가, 2005년 7월 싱가포르에서 열린 2012년 하계 올림픽에 관한 117번째 회의에서 야구, 소프트볼 종목 삭제에 관한 투표가 진행되어 2012년 하계 올림픽에서 야구, 소프트볼 종목을 제외시키기로 결정했다. 이는 메이저 리그 베이스볼 선수들이 출전하지 않기 때문이다.. 또한 2009년 8월 회의에서 2016년 하계 올림픽에도 야구 종목을 제외하기로 결정했다. 이 회의에서는 빅스타 선수가 참여하는 8팀, 짧은 5일 간의 경기 방식으로 바꾸라고 요구했다. 그런데 2020년 하계 올림픽에서 야구가 부활하였다.

#### 대한민국

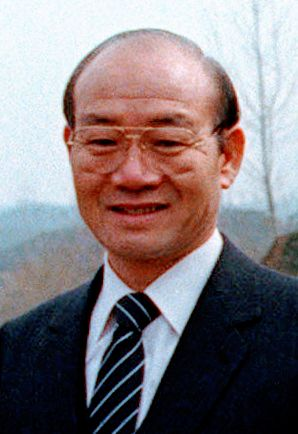
야구팬 전두환 전 대통령

1999년 대한야구협회와 한국야구위원회(KBO)가 공동 출간한 "한국야구사"에서는 한국에 야구가 처음 들어온 것은 1905년으로 당시 선교사로 온 미국인 질레트(P. L. Gillett)가 황성기독교청년회 회원들에게 야구를 가르친 것이 그 시초라고 나와 있지만 정확하지 않다. 현재까지 알려진 한반도에서 열렸던 최초의 야구 경기는 1896년 4월 23일 한성부에 거주하는 미국인들과 미국 해병대원들의 친선경기로 알려져 있다. 그 같은 사실은 서재필이 창간했던 「독립신문」의 영자판인 「THE INDEPENDENT(인디펜던트)」 제9호 1896년 4월 25일치 기사로 확인됐다. 「THE INDEPENDENT(인디펜던트)」 제35호 1896년 6월 25일치 기사에는 그해 6월 23일 오후 3시에 훈련원에서 경기를 했다는 내용이 실려 있다. 그 경기에 미국으로 귀화했던 서재필이 필립 제이슨(Philip Jaisohn)이라는 미국이름으로 6번 타자, 중견수로 출장 2득점을 한 기록도 남아 있다.
1906년 2월 11일 훈련원 터에서 YMCA팀 대 덕어(독일어)학교팀 사이에 경기를 진행했는데 한국인들이 팀을 이루어 최초로 진행한 경기였다.《황성신문》1909년 3월 21일자에는 이러한 〈야구단 운동가〉라는 노래가 소개돼 있을 정도로 야구는 큰 인기를 누렸다.
한국의 전두환 대통령도 3S 정책에 야구를 이용하기도 했지만 그것과는 별개로 "난 정치인이 안 됐으면 야구 선수를 했지 싶다"할 정도로 야구 사랑이 남달랐고 프로야구를 한국 최초로 출범해서 현재 한국에 야구가 대중화가 된 것도 그의 뜻이었다.

## 규칙과 경기 진행

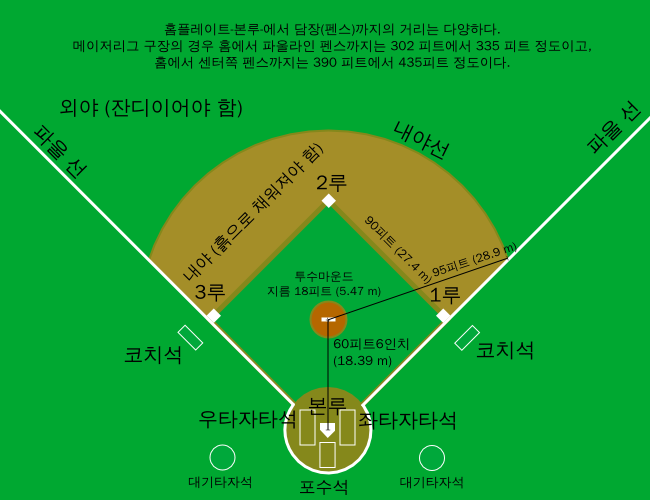
야구장의 구조

야구 경기는 두 팀이 서로 겨루는데, 경기가 진행되는 동안에 두 팀은 공격과 수비를 번갈아 가면서 진행한다. 그리고 공격 팀이 공격을 진행하면서 세 번의 아웃을 기록하면 공격 팀은 수비 팀으로, 수비 팀은 공격 팀으로 바뀐다. 그리고 공수교대가 2번 이루어지는 것을 이닝(inning, 회)이라고 하며, 일반적인 경기는 9이닝으로 구성되어 진행된다. 그리고 한 이닝은 초(初, 선공)와 말(末, 후공)로 구성된다. 한 이닝에 두 팀은 공격과 수비를 번갈아 가면서 경기를 진행하는데, 주로 원정팀이 초에 공격하며, 홈팀이 말에 공격한다. 단 9회 초가 끝나고 9회 말로 넘어가는 시점에 홈팀이 앞서고 있어 승패가 바뀔 가능성이 없는 경우엔 9회 초에 경기를 끝낸다. 9회 말이 끝나도 동점 상황이 유지될 야구 경기의 목표는 경기를 치르면서 상대 팀보다 더 많은 점수(득점)를 얻어 승리하는 것이다. 공격하는 팀의 선수들은 사각형 형태의 내야 다이아몬드 꼭짓점에 있는 네 개의 베이스를 돌면 득점을 할 수 있다. 타자는 홈플레이트 옆에서 타격을 하며 누상에 출루하면 반드시 시계반대방향으로 1루, 2루, 3루, 그리고 홈플레이트를 거쳐야 하며, 홈을 밟으면 득점이 된다. 반면 필드에서 수비를 보는 다른 팀은 아웃을 잡고 공격 팀이 점수를 내는 것을 막아야 한다. 아웃을 잡힌 선수는 배팅 오더에 따라 자신의 차례가 돌아올 때까지 공격을 할 수 없다. 세 개의 아웃카운트가 채워지면, 양 팀은 공격과 수비 역할을 교대하는 공수교대를 하며, 경기는 초에서 말로, 말에서 초로 바뀌게 된다. 9이닝동안 경기가 진행되다가 9회가 다 끝나도 점수가 같을 경우에는 연장전을 치러 승부를 낸다. 연장전을 치르는 방식도 대회에 따라 상이한데, 프리미어 12와 같은 국제 대회에서는 주로 승부치기를 적용하지만, 메이저 리그 베이스볼에서는 정규 이닝의 경우와 동일하게 연장전을 치른다.보통 한국 리그경기에서는 연장전에 가게 되면 12이닝까지 승부가 나지 않을 경우에 무승부로 처리를 하고 프리미어12와 같은 국제 대회는 12이닝동안 승부가 가려지지 않으면 승부치기를 한다. 어린이 야구에서는 9이닝보다 적은 이닝으로 경기가 이루어지는게 보통이다.

### 경기 용구
야구를 하기 위해서 기본적으로 필요한 것은 방망이(배트), 야구공, 글러브가 필요하다.
- 방망이는 공격을 할 때 필요한 도구로, 보통 알루미늄이나 나무로 만든다. 배트는 길고 딱딱한 나무 막대기이고, 손잡이 부분을 제외하고 지름은 약 2인치(5 센티미터)이다. 손잡이 부분은 지름이 약 1인치(2.5 센티미터)이다. 프로 야구 경기에서는 목재로 된 야구 방망이를 이용해야 한다.
- 야구공은 주먹 정도의 크기이고 빨간색 실이 들어간 흰색(다른 색일 수도 있다) 공이다. 소프트볼의 경우, 보통 주먹 두 개 정도 크기의 흰색 줄무늬가 있는 흰색이나 노란색 공을 사용한다.
- 글러브 또는 미트는 수비할 때 필요한 도구로, 가죽으로 만들어졌으며, 선수의 손에 착용한다. 글러브의 모양은 사용하는 선수의 포지션에 따라 조금씩 다르다.
- 야구화는 야구를 할 때 신는 신발이다.
- 야구장은 모든 야구장은 다이아몬드와 모서리, 베이스(루)가 있으며, 같은 방식의 경기를 진행한다. 야구장은 크게 내야와 외야로 구별된다. 야구공

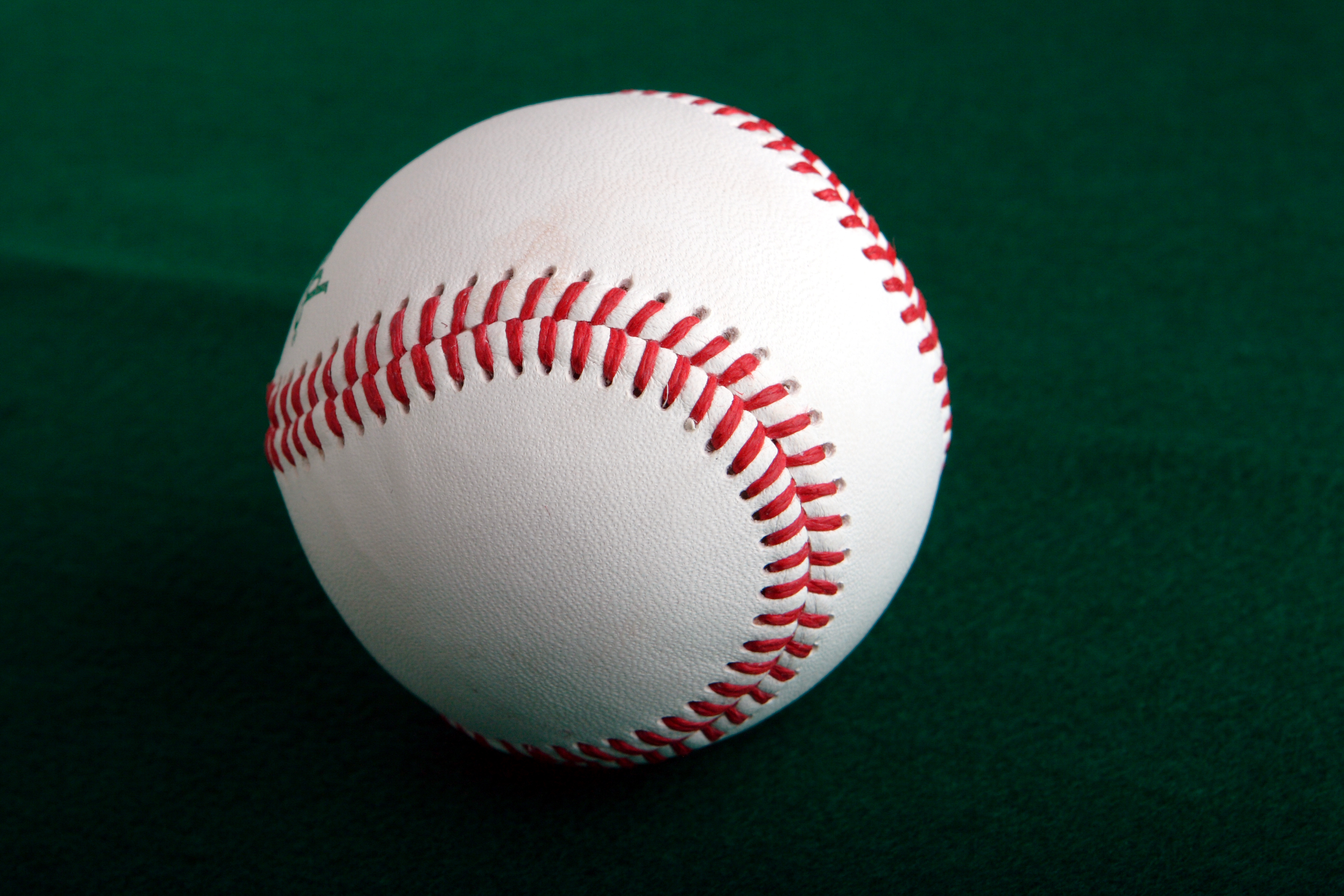
야구공

### 포지션

야구의 포지션

이닝에서, 수비를 할 때 9명의 수비수들은 각자의 수비 위치에 선다. 다이아몬드의 중심의 투수판에 서 있는 선수를 투수라고 하며, 그리고 홈 플레이트 뒤에 앉아 있는 선수를 포수라고 하는데 이 둘을 배터리라고 부른다. 나머지 수비수들은 야수라고 부르는데 야수는 위치에 따라 내야수와 외야수로 분류되며 내야 안에 있는 4명의 수비수들을 내야수라고 한다. 내야수 중 3명은 1, 2, 3루에 서 있는데 이들은 각각 1루수, 2루수, 3루수라고 말하며 각 루와 그 주변을 수비하는 역할을 한다. 나머지 한 명은 유격수로, 2루와 3루 사이를 서면서 그 사이를 수비한다. 이때 유격수와 2루수의 조합을 키스톤 콤비네이션 혹은 키스톤 콤비라고 한다. 그리고 나머지 3명의 선수는 외야에 서는데, 이들을 외야수라고 하며, 위치에 따라 좌익수(왼쪽), 중견수(가운데), 우익수(오른쪽)로 구분해서 부른다.
지명타자는 공격만 하고 수비는 하지 않는데, 이는 투수를 보호하기 위해 고안된 규칙으로 지명타자는 투수 대신 공격을 한다.
경기에서 홈플레이트 옆에 있는 타석에 서 공격을 하려는 선수를 '타자'라고 부르며, 타자는 배트를 잡고 있으며, 투수가 투수판에서 홈플레이트 쪽으로 공을 던지면 타자는 배트로 공을 쳐서 점수를 내려고 한다. 타자가 공을 치고 난 후에 타자는 배트를 놓고 1루를 향해 달려간다. 그리고 상황에 따라 2, 3루, 홈까지 갈 수 있다. 홈까지 돌아오거나 아웃이 된 경우에는 덕아웃으로 돌아간다.
투수는 타자가 베이스에 나가지 못하게 막기 위해 투수판에서 공을 던지는데, 공을 어디에 던지느냐에 따라 '스트라이크'(strike)와 '볼'(ball)로 구별된다. 타자는 스트라이크가 3개가 되면 아웃되고, 몸에 공을 맞거나 볼이 4개가 되면 1루로 나갈 수 있다.
스트라이크가 되는 경우는 다음과 같다.
- 투수가 공을 던졌는데 스트라이크 존(strike zone)을 통과한 경우.
- 타자가 공을 보고 방망이를 휘둘렀으나 맞지 않은 경우.(헛스윙)
- 타자가 공을 쳤으나 파울 라인이나 파울 폴(foul pole)을 기준으로 필드 바깥쪽으로 공이 날아간 경우. 이 경우를 파울(foul) 이라고 하며 스트라이크 카운트가 추가된다. 하지만 2 스트라이크 상태에서 파울이 된 경우에는 스트라이크가 추가되지 않는다.
- 타자가 공을 쳤으나 포수가 바로 공을 잡았을 경우에는 파울 팁(foul tip)이라고 하여 파울과 같이 스트라이크 카운트가 추가된다. 하지만 일반적인 파울과는 달리 2 스트라이크 상태에서도 스트라이크 카운트가 추가된다.

### 아웃
타자가 1루 이상에 또는 주자가 자신의 다음 베이스 이상에 진루하는 것을 실패할 때, 이를 아웃이라고 한다.
- 타자가 친 공이 노바운드(친 공이 땅에 떨어지지 않는상태)로 야수들의 글러브나 미트에 들어간 경우
- 스트라이크를 3번 당한 경우(스윙하거나 그냥 보고만 있는 경우)
- 2스트라이크 상황에서 번트가 파울이 된 경우(스리번트 아웃)
- 타자가 친 공을 야수가 잡은 후 타자가 1루에 닿기 전에 1루수에게 던진 후 잡은 경우
- 타자가 친 공을 야수가 잡은 후 타자가 1루에 닿기 전에 1루수에게 던진 후 잡은 공으로 타자를 태그 하는 경우
- 타자가 친 공을 야수가 잡은 후 주자를 태그한 경우
- 타자가 친 공을 야수가 잡은 후 주자가 진루해야 할 루로 갈때 포스아웃 하는 경우(단, 포스아웃 당할 주자의 원래의 루로 다음 주자 혹은 타자가 주루해야 하는 경우)
- 타자가 친 공에 주자가 맞은 경우
- 타자가 2루타 이상의 장타를 쳤는데 베이스를 밟지 않고 진루한 때 수비측이 그에 대해 어필(항의)을 한 경우(누의 공과)
- 2스트라이크 상황에서 타자가 공에 맞았지만 배트를 휘두른 경우
- 타자가 친 공을 노바운드로 야수가 잡은 후, 주자가 원래의 루에 귀루하여 터치하지 않고 진루했을 때 주자나 베이스를 공으로 터치한 경우[29]
- 노아웃이나 1아웃 주자 1,2루나 만루일때, 타자가 친 공이 내야수들이 충분히 잡을 수 있는 내야안의 경우라 판단 될 경우 (인필드 플라이)
- 타자가 공을 쳤고 수비수가 충분히 잡을 수 있는데 주자 혹은 타자가 쳐서 수비를 방해한 경우
- 타순이 엉켜서 상대편이 어필한 경우 (예를 들어 3번타자가 나와야 할 때 4번타자가 나와서 타격을 해서 안타 등이 나왔는데 어필하면 3번타자는 아웃이고 4번타자는 다시 쳐야 한다.)
- 2스트라이크 이후에 투수가 던진 공이 스트라이크 선언되거나 타자가 헛스윙을 하였는데 포수가 노바운드로 잡지 못하여 공을 타자에게 태그하거나 타자가 1루 베이스를 밟기 전에 1루에 던진 경우 (낫아웃)
- 노아웃 혹은 1아웃에서 1루 주자가 있을 때 제3스트라이크가 선언되면 스트라이크 아웃 낫아웃이 적용되지 않고 그대로 스트라이크 아웃이 된다.
- 주자가 선행주자를 추월한 경우
- 주자나 타자가 태그를 피하기 위해 루와 루사이를 연결하는 가상의 직선에서 91.4cm 이상 떨어져 주루했을 때 (타구를 처리하는 야수를 피해 달린것과 원심력 때문에 밀려난 것은 상관없다.) (스리피트라인 아웃)
- 타격할 때 양 발이 타석에서 떨어진 상태에서 타격이 되었을 경우 (부정타격)
- 고의적으로 몸에 공을 맞추었을 경우
- 삼중살

### 진루
타자 또는 주자가 자신의 다음 베이스 (타자의 경우에는 1루) 또는 그 이상에서 세이프되는 것을 진루라고 한다.
- 안타 : 히트(Hit)라고도 한다. 인플레이 상황에서 타구가 수비수가 잡을 수 없는 곳으로 갔을 때 안타라고 하며, 잡을 수 있는 공을 놓칠 때는 실책이라고 한다. 타자가 친 공이 땅바닥에 튀기지 않고 담장을 넘어가면 전광판에 안타라고 표시되지만, 주로 홈런이라고 하며[30], 모든 루를 돌아 홈플레이트를 밟고 득점할 수 있다.
- 볼넷 (Base On Balls) : 스트라이크 존에서 나간 공(볼)이 4개일 경우 1루로 진루하는 것
- 야수 선택 (Fielder's choice) : 야수의 기술적 실책이 아니라 두뇌적 실책에 의해서 주자가 진루하는 경우이다. 평범한 땅볼이 된 공을 잡은 야수가 1루에 타자 주자를 아웃시키는 대신, 선행주자를 아웃시키려고 다른 루에 송구하여 타자 주자가 1개 또는 그 이상을 진루한 경우에 타자에게 주어지는 기록을 말한다.
- 실책 : 에러(Error)라고도 한다. 수비수가 잡아서 타자를 아웃을 시킬 수 있는 타구를 놓칠 때 쓰이는 말이다. 폭투, 도루 견제 때는 실책으로 인정하지 않는다. 2 스트라이크에서 헛스윙 삼진이 될 때, 그 공을 포수가 놓쳐서 그 사이에 타자가 1루에 무사히 갈 때는 낫아웃이라고 한다.
- 몸에 맞은 볼(영어: Hit By Pitch Ball) : 타자의 몸에 공이 맞았을 때 1루로 진출할 수 있다.(스윙을 하지 않았을 경우) 정식 명칭은 '몸에 맞은 볼'이나 '힛바이피치볼'이지만 보통 '데드볼' 또는 '사구(死球)'라고도 부른다.
- 타자가 친 공이 야수가 충분히 노바운드로 잡을 수 있다고 판단한 경우에 관중들이 공을 잡은 경우.
- 노아웃이나 1아웃 주자 1,2루나 만루일때, 타자가 친 공이 내야수들이 충분히 잡을 수 있는 내야안의 경우라 판단 될 경우 (인필드 플라이).
- 타자가 공을 쳤고 수비수가 충분히 잡을 수 있는데 주자 혹은 타자가 쳐서 수비를 방해한 경우
- 타순이 엉켜서 상대편이 어필한 경우 (예를 들어 3번타자가 나와야 할 때 4번타자가 나와서 타격을 해서 안타 등이 나왔는데 어필하면 3번타자는 아웃이고 4번타자는 다시 쳐야 한다.)
- 2스트라이크 이후에 투수가 던진 공이 스트라이크 선언되거나 타자가 헛스윙을 하였는데 포수가 노바운드로 잡지 못하여 공을 타자에게 태그 1루 베이스를 밟기 전에 1루에 던진 경우 (낫아웃)
- 노아웃 혹은 1아웃에서 1루 주자가 있을 때 제3스트라이크가 선언되면 스트라이크 아웃 낫아웃이 적용되지 않고 그대로 스트라이크 아웃이 된 경우

## 야구의 인원

### 선수

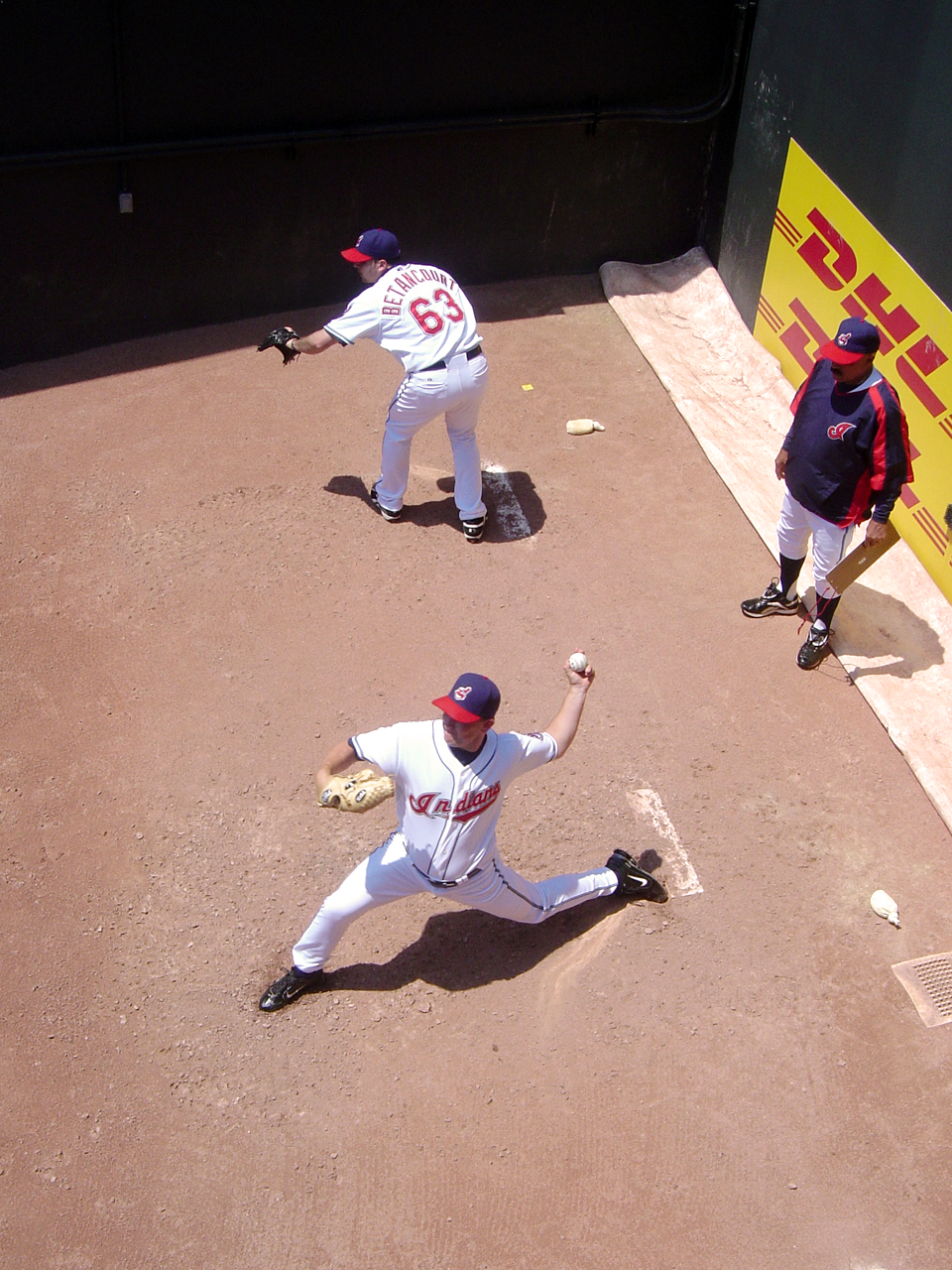
구원 투수가 몸을 풀고 있으며, 투수 코치가 그들을 살펴보고 있다.

최대 선수 수는 리그 또는 수준에 따라 다르다. 메이저 리그 야구 팀은 선수 명단을 시즌 중 25명까지 등록할 수 있으며 시즌 후반 9월부터 확장 로스터를 통해 40명까지 등록이 가능하고 포스트 시즌 기간에는 다시 25명으로 축소가 된다.
- 8명의 포지션 선수(position players)는 포수, 4명의 내야수, 3명의 외야수로 구성 된다.
- 5명의 선발 투수(starting pitchers)는 선발 로테이션을 구성한다.(6인도 있다.)
- 6명의 구원 투수(relief pitcher)에는 마무리 투수가 포함되며, 팀의 불펜을 구성한다.
- 1명의 백업 포수
- 2명의 백업 내야수
- 2명의 백업 외야수
- 1명의 지명타자, 또는 2번째의 백업 포수, 또는 7번째 구원 투수(seventh reliever)

### 그 외
팀의 감독 또는 수석 코치는 선수 명단, 타순, 선발 투수를 정하고, 특히 구원 투수의 경기 중의 등판 시점과 같은 선수교체 등과 같은 팀의 중요한 전술을 구상한다. 감독은 2명 또는 그 이상의 코치들의 도움을 받는다. 코치들은 타격 코치, 야수 코치, 투수 코치, 트레이닝 코치로 전문적인 책임을 가지고 있다. 대부분의 경기에선 팀이 공격을 할 때 1루 코치와 3루 코치가 경기장에 서 있는데 그들은 파울선의 밖에 정해진 장소에 서서 경기 중에 주자의 방향에 조언하고 경기 중단시에 감독의 지시를 타자와 주자에게 전달한다.

## 심판

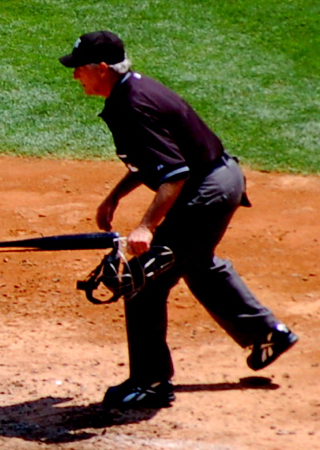
야구의 주심

야구 경기에서 심판은 4명인데, 주심, 1루심, 2루심, 3루심으로 구성되어 있다. 먼저 주심은 포수 뒤에 서 있는데, 스트라이크 존을 통해서 스트라이크와 볼을 판정한다. 주심은 본루에서 아웃인지 세이프인지 판단하기도 한다. 그리고 나머지 1루심, 2루심, 3루심은 루 근처에서 서 있으며, 아웃인지 세이프인지 판정한다. 또한 타자가 하프 스윙 시에 주심이 스트라이크를 선고하지 않았을 경우에는 감독 또는 포수는 누심에게 조언을 받을 것을 요청할 수 있다. 좌우측 선심이 없는 경우 1, 3루심은 타자가 친 공이 외야에서 파울인지 아닌지 판단하기도 한다. 보크나 타임의 선언은 4심이 모두 동등한 권한을 갖는다.
메이저 리그 야구에서는 보통 4명의 심판을 두는데, 올스타전이나 포스트 시즌 경기와 같이 중요한 시합의 경우 외야에 좌측 선심과 우측 선심을 추가하여 6명의 심판을 둔다. 그리고 2008년 8월부터는 비디오 판독제를 도입하기로 했다.

## 야구의 기본기와 전술

### 기본기
야구는 기본적으로 야구공을 통해 이루어지는 경기인데, 공을 처리하는 것은 투구, 타격, 주루, 포구와 같은 동작으로 이루어진다. 이에 따른 신체의 동작도 손(어깨), 발(다리), 눈, 입, 귀, 머리를 통해서 행해진다. 손과 발은 투구, 타격, 주루, 포구에 필요한 수단이며, 눈은 잘볼 수 있는 수단이다. 또한 야구는 단체스포츠이기 때문에 서로의 기분을 이해하고 동료의 플레이가 쉽게 되도록 서로 협조하는 팀워크가 필요하다.
투구는 투수가 투수판을 밟고 타자에게 공을 던지는 행위를 뜻한다. 투수는 좋은 투구를 위해서는 스피드와 제구가 좋은 공을 던져야 하고, 기본적인 속구 이외에도 커브, 포크볼과 같은 변화구를 던질줄 알아야 한다. 또한 투수는 일반적인 와인드업 포지션과 주자 견제를 위한 세트 포지션을 사용한다.
타격은 타자가 투수가 던진 공을 쳐내는 행위를 뜻한다. 스윙의 각도에 따라서 다운 스윙, 레벨 스윙, 어퍼 스윙으로 나뉜다. 다운 스윙은 위에서 밑으로 내려치는 타법이며, 레벨 스윙은 수평으로 휘두르는 타법으로 가장 이상적이며, 어퍼 스윙은 밑에서 위로 올려치는 타법으로 가장 비효율적이다. 하지만 이용만 잘 한다면 레벨,다운 스윙보다 효율적일수 있다.
주루는 루 상에 나간 주자의 플레이를 말한다. 일반적으로, 주루는 득점을 위해 홈으로 들어오기 위한 하나의 전략이다. 주루를 위해서는 주루 감각과 도루, 투수의 견제시 대비가 중요하다.

### 전술
야구 경기에서 팀은 승리하기 위해서 여러 가지 전술을 사용한다. 예컨대, 일반적으로 우타자는 좌완 투수에게 강하며, 좌타자는 우완 투수에게 강하다. 만약 상대 팀의 선발 투수가 좌완 투수일 때, 보통 좌타자 대신 우타자를 많이 기용하며, 좌타자는 기용되지 않거나 하위타선에 배치된다. 이런 점 때문에 우완 투수일 때는 좌타석, 좌완 투수일 때는 우타석에 서서 양손을 사용하는 스위치 히터(양손타자)가 생겨났다.

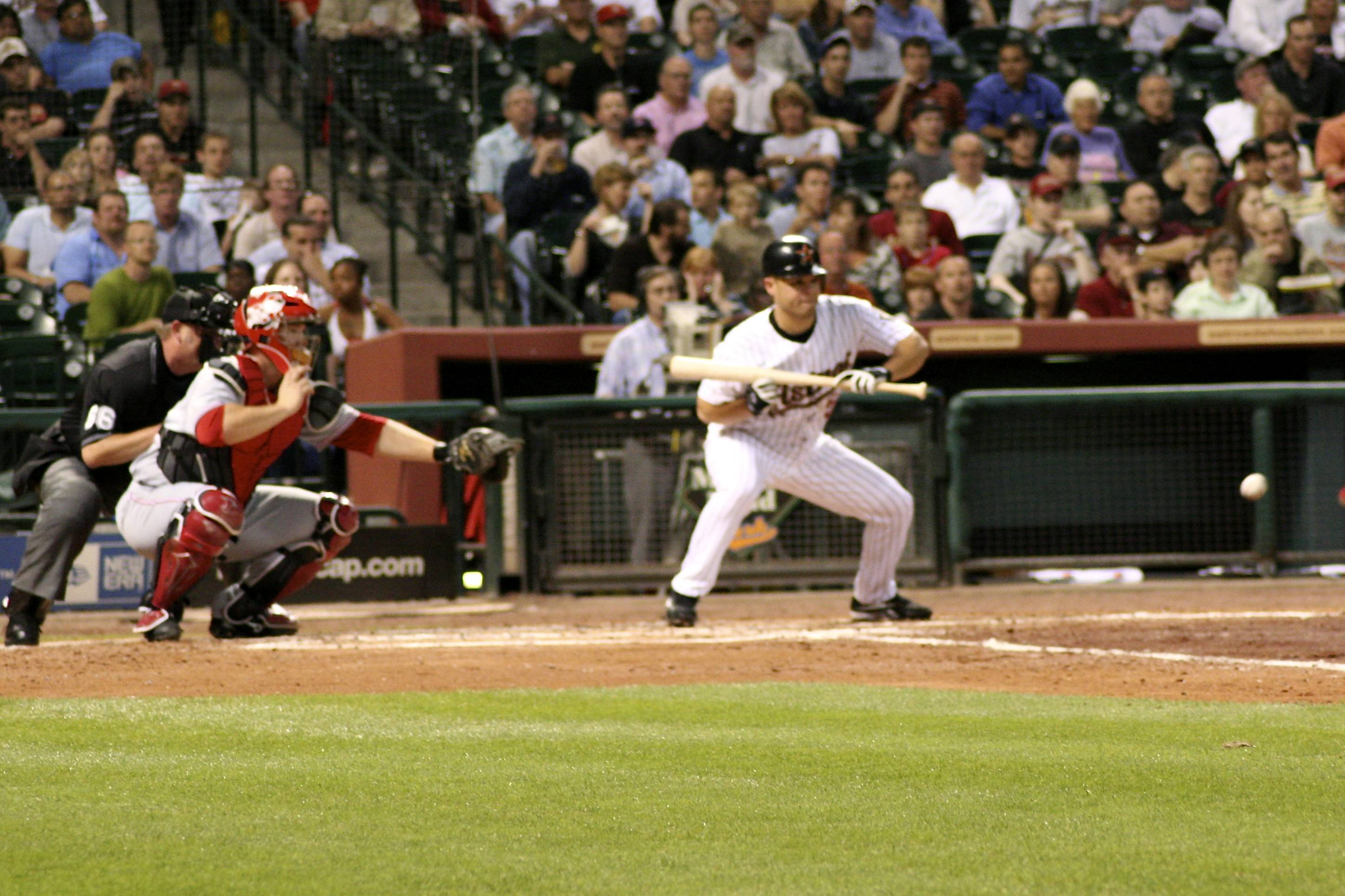
타자가 번트를 시도하고 있다.

희생 번트는 루 상에 나가 있는 주자의 진루를 목표로 하는 전술로, 주로 아웃 카운트가 유리한 무사 1루, 무사 2루, 무사 1·2루일 때 시도한다. 스퀴즈 플레이는 주자가 3루에 있을 때, 번트를 대서 3루 주자가 득점하기 위한 전술이다. 희생 플라이(일명 태그업)은 주자가 3루에 있을 때, 타자가 뜬공을 쳐 내면, 야수가 뜬공을 잡았을 때 3루주자는 득점하는 전술이다. 도루는 투수가 투구를 하는 사이에 주자가 다음 루로 가려고 시도하는 것으로, 주로 발이 빠른 주자가 시도한다. 히트 앤 런(Hit and run)은 투수가 투구를 하는 사이 주자는 다음 루로 주루하며, 타자는 투수가 던진 공을 무조건 쳐서 최대한 많이 진루하려는 것이다. 런 앤 히트(Run and hit)는 투수가 투구를 하는 사이 주자가 다음 루로 주루하는 것은 같지만, 타자는 투수가 던진 공을 원하면 타격하는 전술이다. 런 앤 히트 작전이 시도됐을 때 타자가 타격하지 않았을 경우 주자의 도루 시도가 된다.
고의사구는 경기의 승부처(클러치)일 때, 잘 치는 타자가 나왔을 경우 그 타자를 볼넷으로 거르고 다음 타자와 상대해 더 큰 실점을 막으려는 전술이다. 루 상에 발이 빠르고 도루 가능성이 높은 주자가 나가있을 경우에는 투수가 포수에게 공을 하나 완전히 빼서 투구를 하는데, 도루를 대비해 주자를 견제하기 위한 것이다(피치 아웃). 투수가 투구 전 또는 포수가 투구 후에 주자를 견제하기 위해서 주자가 있는 루의 야수에게 견제구를 던지기도 한다. 주자가 3루에 있을 때 내야 땅볼을 홈에 송구하기 위해서, 또는 타자가 번트한 공을 효율적으로 처리하기 위해서 야수들이 홈플레이트 쪽으로 이동해 수비를 한다. 수비 위치는 타자의 타격 성향의 따라서 이동될 수 있다. 타자가 장타를 쳤을 때, 외야수는 잡은 공을 베이스에 있는 야수에게 송구하지 않고 보통 2루수 또는 유격수에게 송구를 하는데, 이를 중계 플레이라고 하며, 주자의 득점이나 진루를 방지하는 플레이이다.
전술의 지시는 보통 감독, 코칭스태프, 또는 선수간의 사인으로 전달되는데, 대부분 손짓으로 이루어진다. 사인의 종류에는 플래시 사인, 블록 사인, 키 사인 등이 있다. 메이저 리그 야구에서는 9이닝을 기준으로 한 경기에 오가는 사인이 평균 1000여건 정도이다.
경기는 모두 전술대로 진행하는 것은 아니며, 선수가 혼자서 독단적으로 플레이하는 경우도 있다. 예를 들어, 발이 빠른 주자들은 덕아웃에서의 사인 지시 없이 자신의 판단으로 도루를 시도하는데, 이를 '그린라이트'(green light)라고 한다.

## 야구의 고유한 스타일
야구는 미국의 스포츠 중에서 여러 가지 면에서 독특한 특징을 갖는 스포츠이다. 이러한 독특함이 오랜기간 지속해 올 수 있었던 매력이자 미국인의 정신에 강한 연대감을 갖게 하는 큰 요인이다. 또한 많은 미국인들은 야구가 기술과 타이밍 그리고 열정, 전략의 최상의 조합이라고 생각한다. 철학자였던 모리스 라파엘 코언은 야구를 국민적 종교라고 묘사하기도 했다. 이 점에서, 야구는 그의 사촌격인 크리켓과 유사한데, 많은 영연방 국가에서 크리켓과 그것과 관련된 문화는 미국 문화에서의 야구의 역할과 비슷한 지위와 영향력을 가진다.

### 시간적 요소
농구, 아이스하키, 미식축구, 그리고 축구는 모두 경기 시간이 정해져 있고, 보통 상대 팀에 직접적으로 저항해서 경쟁하는 것보다 정해져 있는 시간에서 공격에서 많은 시간을 차지한 팀에 의해 끝난다. 이와 반대로 야구는 경기 시간이 정해져 있지 않다. 팀은 마지막 타자가 나가기 전까지는 이길 수 없고 반격은 시간 제한을 받지 않는다. 비록 단체 종목과 반대되는 개인 종목들 중에서 경기 시간제한이 없어서 미국의 전문직들에게 인기가 많은 다른 스포츠로는 테니스와 골프가 있다.
최근 수십 년간, 관찰자들은 매년 야구 경기를 하는 데에 걸리는 시간이 꾸준히 증가한 것에 대한 정당성을 들어 프로 야구의 게임 길이를 비판해 왔다. 20세기에 들어서면서 게임 시간은 전형적으로 1시간 반 정도였다(1시간 반으로 정해졌다). 1920년대에는 평균 2시간 미만으로 변한 것이 1960년대에는 결국 2시간 38분으로 늘어났다. 1975년에는 평균 2시간 25분으로 줄어 들었지만, 21세기에 들어서면서 2003년 시즌 종료 직후 조사한 결과 평균 2시간 46분대가 되는 것으로 밝혀져 경기 시간이 더욱 길어지게 된 것으로 판명되었다.
경기 시간이 늘어나는 것은 하프 이닝(half inning; 공수교대시간) 사이의 TV 광고, 늘어나는 반칙과 투구 인터벌, 그리고 느린 경기 흐름 때문이었다. 결국 메이저 리그는 하프 이닝 사이의 쉬는 시간의 최대 시간을 정하는 반면 심판이 더욱 엄격하게 스트라이크 존과 시간 규칙을 선수들이 지키게 강요하도록 교육했다. 2008년, 일본프로야구는 2007년부터 과거 10년간의 평균 경기 시간이었던 3시간 18분의 6%(교토 의정서의 온실가스 배출량 감축 목표에서 따온 것이다)인 12분 줄이는 것을 목표로 삼았다.
이러한 제한 시간이 없는 특징 때문에 야구계 일각에서는 승부가 연장으로 이어질 시에 빠르게 승부를 낼 수 있는 규칙으로서 이른바 승부치기를 도입하는 것이 논의되고 있기도 하다. 실제 베이징 올림픽에서는 승부치기 제도가 실시된 바 있으나, 승부치기 제도가 일반적인 것은 아니며 전 세계 거의 대부분의 프로 야구 리그에서는 아직 승부치기 제도를 도입하지 않고 있다.
공식적인 규칙에 명기되어 있기는 하지만 루(Base) 상에 주자가 없을 경우 투수는 12초 안에 투구해야 하며 이를 어길 시 그 투구는 '볼(Ball)'로 판정이 된다는 경기 촉진룰의 적용은 매우 드물고 아주 만약의 상황에만 시행된다. 그러나 2010년도 프로야구에서는 이 12초룰을 적용키로 하여 투수에 유리한 룰이 아니냐며 타자들이 반발하고 있는 추세다. 심판은 또한 주자가 있을 경우에도 투수의 투구 지연 행위를 볼(Ball)로 판정할 수 있는 권리도 가지고 있는데 이 규칙 또한 매우 드물고 만약의 상황에만 시행된다. 공식 규칙 중에는 또한 주심이 타자에게 타격행위가 끝나지 않았을 경우 타자석을 벗어나지 않도록 요청할 수 있는 규칙이 있다. 그 이외의 다른 규칙으로는 '규칙위반을 하는지 주시하라'가 있다.

### 개인과 팀
야구는 근본적으로 팀 스포츠이다. 명예의 전당에 들어갈 정도로 훌륭한 실력을 가졌으며 높은 연봉을 받는 두, 세 명 정도의 선수를 보유할 정도로 재정이 좋은 지역 연고 구단이라 하더라도 기량이 우수한 선수들이 반드시 성공을 기대할 수는 없으며, 여전히 선수 개인들은 강한 압박과 시험에 놓이게 된다. 투수는 반드시 훌륭한 투구를 해야하며 만약 그렇지 못할 경우 시합에 질 위험이 크고, 타자는 극히 짧은 순간에 어떤 구질인지, 스윙을 해야 할지, 말아야 할지를 결정해야 한다. 감독과 코치가 어떤 작전을 수행할지를 선수들에게 사인을 줄 수는 있지만, 그 어느 누구도 투수가 투구하는 것을, 타자가 타격하는 것을 도와 줄 수는 없다. 타자가 직선타구를 치게 되면, 최종 수비자인 외야수들은 볼을 잡아야 할지, 바운드 볼로 처리해야 할지를 혼자서 결정한다. 야구의 역사에서는 영웅적 대접을 받는 선수와 비난을 받는 선수들이 많다 - 시합의 승부처(클러치)에서 한 선수가 적시 안타를 치거나 또는 공을 잡아 플라이 아웃 시킬 수도 있지만, 또는 그 반대로 예상치 못한 삼진 아웃을 당하거나 수비에서 실책을 해서 모두에게 뚜렷이 각인되는 결과를 낳았다.
또한 야구에서 모든 선수들이 주자로 뛸 수 있으며 이 때문에 야구에서는 단거리 달리기가 매우 중요하다. 굳이 주자가 아니더라도 모든 포지션에서 뛰어난 단거리 달리기 능력이 요구된다. 단거리를 빠른 속도로 달리는 능력이야말로 야구의 기본기이다.

## 경기장

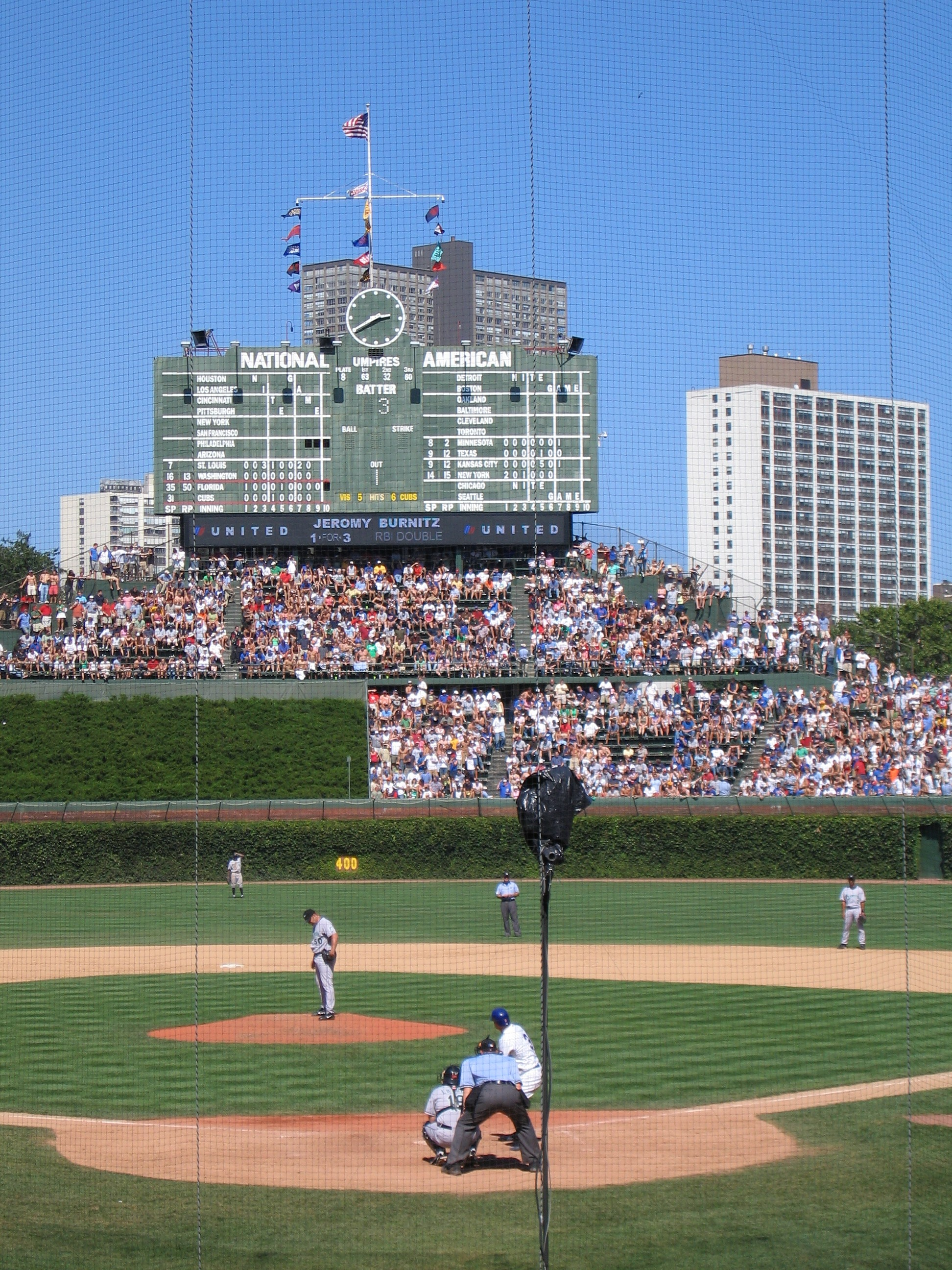
리글리 필드의 득점판. 2005년 7월 27일, 시카고 컵스 - 플로리다 말린스의 경기

야구 규칙에 따르면 경기장에 대한 규정은 다음과 같다.
- 본루에서 1루, 1루에서 2루, 2루에서 3루, 3루에서 본루까지의 거리는 각각 27.432m(90피트)이다. 내야의 중앙 부근에 본루로부터 25.4cm(10인치)의 높이가 되도록 흙을 쌓아 올려 그곳에 투수판을 놓고 투수판 앞 15.2 cm(6인치)되는 지점으로부터 본루를 향해 18.28 cm(6피트)되는 지점까지, 경사도는 12:1이여야한다. 본루로부터 백 스톱까지의 거리 및 루선으로부터 파울지역에 있는 펜스, 스탠드 또는 플레이에 방해가 되는 시설까지의 거리는 18.288m(60피트) 이상이 되어야 한다. 내야는 한 변이 27.432m(90피트)인 정사각형이고 외야는 1루선과 3루선을 연장한 파울 라인 사이의 지역이다. 본루부터 페어지역에 있는 펜스, 스탠드 또는 플레이에 방해가 되는 시설까지의 거리는 76.199m(250피트) 이상이어야 한다. 경계선을 포함한 내야 및 외야는 페어지역이고 다른 지역은 파울지역이다.
  - 1958년 6월 1일 이후 프로야구를 위해 건설하는 경기장은 본부로부터 좌우의 펜스, 스탠드 또는 좌우의 페어지역 위에 있는 플레이에 방해가 되는 시설까지의 거리는 99.058m(325피트) 이상, 중견의 펜스까지의 거리는 121.918m(400피트) 이상이여야한다.
- 본루는 오각형의 흰색 고무판으로 표시한다. 이 오각형을 만들 때에는 먼저 한 변이 43.2 cm(17인치)인 정사각형을 그려, 이 중 한 변을 골라 이에 이웃한 양쪽의 변을 21.6 cm(8.5인치)로 줄인다. 이 변에서 밑변의 중심으로 각 30.5 cm(12인치)의 변을 2개 만든다. 30.5 cm(12인치)의 두 변이 만나는 곳을 1루선과 3루선의 교차점에 두고, 43.2 cm(17인치)의 변을 투수판 쪽으로 해서 그 표면이 지면과 수평이 되도록 고정시킨다.
- 1루, 2루, 3루는 흰색 캔버스 백으로 표시하고 땅에 올바르게 고정시킨다. 1루와 3루의 캔버스 백은 완전히 내야 안쪽으로 들어가게 설치하고, 2루의 캔버스 백은 2루지점에 그 중심이 놓이도록 설치한다. 캔버스 백은 그 속에 부드러운 재료를 넣어서 만들고 그 크기는 38.1 cm(15인치) 평방, 두께는 7.6 cm(3인치)에서 12.7 cm(5인치)까지 허용된다.
- 투수판은 가로 61 cm(24인치), 세로 15.2 cm(6인치)의 직사각형 흰색 고무 평판으로 만든다. 투수판은 그 앞쪽면 중앙으로부터 본루까지의 거리가 18.44m(60피트 6인치)가 되게 한다.
- 본거지 구단은 1루선과 3루선으로부터 적어도 7.62m(25피트) 떨어진 곳에 본거지 구단 및 방문 구단용으로 각 1개씩의 선수용 벤치를 설치하여야 하며, 이 벤치는 양 옆과 뒷 쪽을 둘러싸고 지붕을 씌워야 한다.

## 기록
많은 스포츠 중에서 혹은 그보다 휠씬 더, 야구에서의 기록은 대단히 중요한 의미를 갖는다. 야구 기록은 미국 프로 야구인 메이저 리그의 태동과 함께 유지되어 왔으며 생각컨대 이전보다 더 일반적인 것이 되었다. 단장, 스카우터, 감독 그리고 선수들은 자신이 속한 팀의 승리를 위한 다양한 전략선택에 도움을 주기 위해 기록을 연구한다.
야구에서의 기록은 여러 가지 이유로 다른 스포츠들보다 더 중요한 의미를 갖는 가장 중요한 이유는 다른 운동 경기들에서의 플레이는 유동적이고 다양한 결과를 보여주지만, 야구에서의 플레이는 제한된 결과만을 갖기 때문이다.
모든 세대의 야구팬은 다음과 같은 전통적인 야구 기록에 대해 알고 있으며 또한 그 내용에 관해 의견을 교환한다.

### 타격기록
- 안타
  - 단타
  - 2루타
  - 3루타
  - 홈런
- '타수'(打數, At-bats, AB)는 타자가 타석에서 타격행위를 완료한 총 횟수를 의미한다. 타수에는 타자가 타격행위를 완료하지 않은 타석은 제외하는데 볼넷과 몸에 맞는 볼이 그러한 경우이다. 그 외 번트도 이에 포함된다.
- '타율'(打率, Batting Average, AVG)은 '안타'의 수를 '타수'로 나눈 값이다.[54] 이것은 타자의 타격능력을 보여주는 가장 기본적인 통계수치이다.

이 외에 다른 기록으로는 장타율, 출루율 등이 있다.

### 투구 기록
- 투수의 '평균자책점'(Earned Run Average, ERA, 일본 야구에서는 '방어율'(防禦率)이란 용어를 사용)은 투수가 투구한 총 이닝과 허용한 자책점을 평균적으로 환산하여 9 이닝당 자책점(투구와 관련없는 수비행위로 인한 실점은 제외)으로 보여주는 통계수치이다. 약어로는 'ERA'로 표기한다.
- 투수의 '이닝'(Inning, IP(Inning Pitched))은 투구의 기본단위이다. 보통 양팀의 공수교대를 1이닝으로 표현하기도 하지만, 투수가 얼마나 던졌는지를 가늠하는 것도 이닝이다. 투구수와는 상관없이 1-아웃카운트를 잡았을 경우 1/3이닝 2-아웃카운트를 잡았을 경우 2/3이닝이라 표현, 3명의 타자를 아웃시키면 1이닝으로 표현된다. (또는 0.3, 0.7, 1로 표현) 연속성은 상관이 없이 기록된다. 투구에 의한 아웃이 아니라, 견제사에 의한 아웃도 인정되므로 투구수 없이 이닝을 기록할 수도 있다. 이것은 주로 투수의 내구력과, 지구력에 대한 척도가 되곤 한다.
- 사사구
  - 볼넷
  - 몸에 맞은 공

이 외에 투구 기록으로는 WHIP와 승리/패배 등이 있다.

### 주루 기록
- '도루'(Stolen Bases, SB)는 투수의 투구행동시 다음 루(壘, plate)로의 진루를 하는 행위이다. 얼마나 빠른지에 대한 수치적인 기준이 되며, 도루가 많을수록 공격의 효율성이 좋아진다. 또한 득점과 연결될 확률이 높아진다.

### 세이버매트릭스
미국 야구 연구 협회(The Society for American Baseball Research, SABR)는 야구 선수의 성과와 팀 기여도를 보다 더 잘 측정하고 상대적 가치에 관한 좀 더 추상적인 질문에 대한 답을 제공하기 위해 혁신적인 통계 수치를 개발해왔다('세이버매트릭스'란 용어는 학문의 분야와 고안된 특정 통계수치를 의미한다).
몇몇 세이버매트릭스 신봉자들이 야구계의 주류로 편입함에 따라 '세이버매트릭스'의 통계기록은 일반적으로 사용되기 시작했으며, 내용은 다음과 같다.
- 'OPS'(출루율과 장타율을 합한 것)는 타율보다 타자들의 성과를 더 잘 측정한다고 세이버매트릭스를 믿는 사람들이 말하는 다소 복잡한 공식이다. 타자의 '출루율 : (안타 + 볼넷 + 사구) / (타수+볼넷 +사구 + 희생플라이)'[54] 과 '장타율 : 총루타수 / 타수'[55]를 더한 값이다.[56]
- 'WHIP'(투구이닝 당 허용한 볼넷과 안타의 합)[57] 은 투수의 능력을 잘 보여주는 통계수치이다.

### 특정 상황에 따른 통계기록
특정 상황에서 좀 더 세밀한 통계수치는 더욱 중요해진다. 예를 들어, 좌완 투수의 공을 잘 치는 타자의 경우 감독은 왼손 투수를 상대하기 위해 그 선수에게 좀 더 많은 기회를 줄 것이다. 득점상황에서 더 잘 치는 타자들이 나왔을 경우 상대팀 감독은 득점권 타율이 낮은 타자와 승부하기 위해 그 타자를 고의사구로 내보내려고 할 것이다.
다른 통계 기록들도 있는데, 타자의 경우 타수, 안타수, 장타수 그리고 타점이 있고, 투수의 경우는 투구 이닝수, 9이닝 당 삼진수, 볼넷, 투구 수 등이 있다.

## 야구 단체

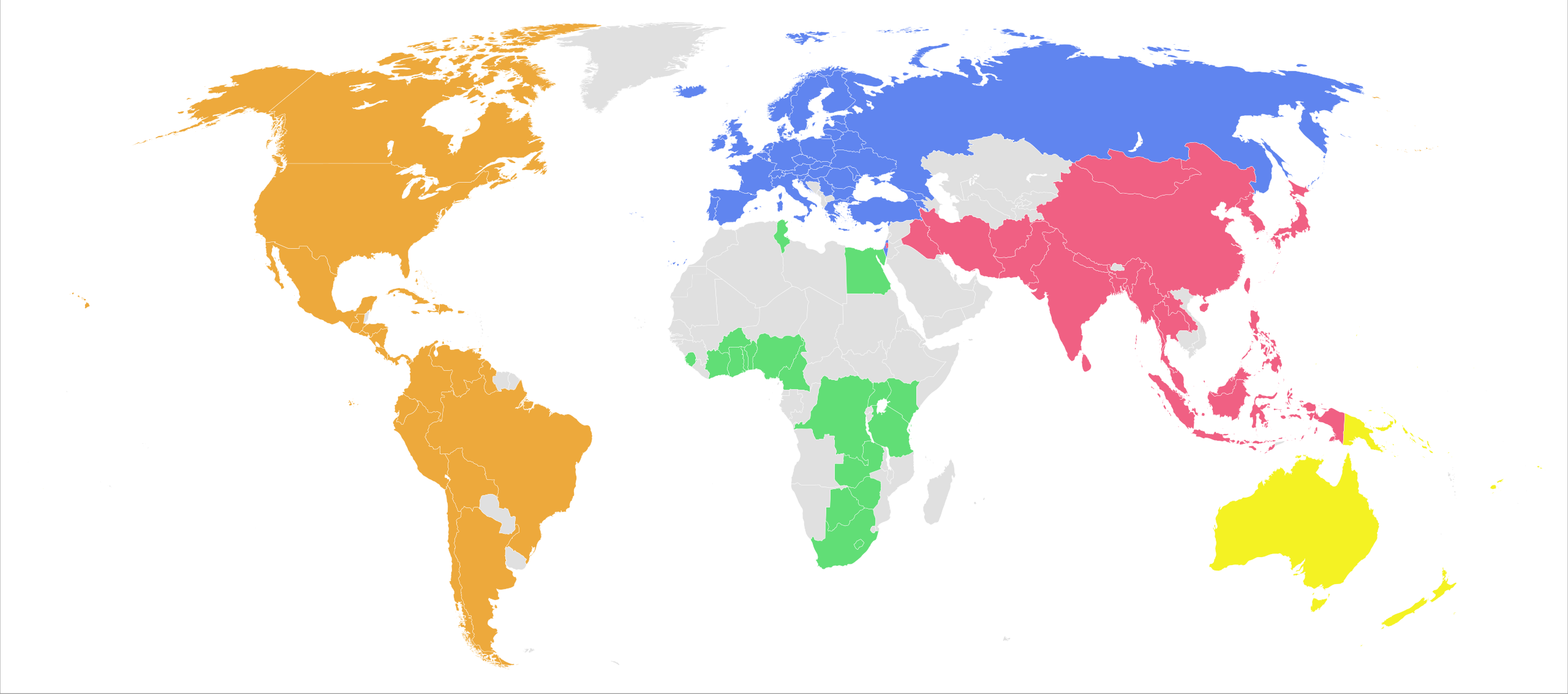
국제 야구 연맹에 가입된 국가

국제 야구 경기를 주관하는 세계 야구 소프트볼 연맹은 2013년 국제 야구 연맹과 국제 소프트볼 연맹의 통합으로 출범되었으며, 127개국이 가맹하고 있다. 그리고 대륙 별로도 연맹이 조직되어 있으며, 다음과 같이 소속되어 있다.
- WBSC 아프리카 - 18개국
- WBSC 아메리카 - 31개국
- WBSC 아시아 - 24개국
- WBSC 유럽 - 40개국
- WBSC 오세아니아 - 14개국

## 야구 대회
세계의 주요 야구 대회에는 야구 월드컵, 대륙간컵 등이 있다. 하지만 이런 대회들은 아마추어 선수들만 참가하고 메이저 리그 야구 선수는 참여하지 않는다. 올림픽 야구 또한 메이저 리그 야구 선수들은 참여하지 않기 때문에 세계의 축구 잔치인 월드컵과 달리 마땅한 국제대항전 야구대회가 없는 실정이다. 유니버시아드 야구, 세계 청소년 야구 선수권 대회, 유스 베이스볼 월드 챔피언십은 대학, 청소년을 위한 대회이다. 여자 야구 대회로는 여자 야구 월드컵이 있다.
메이저 리그 베이스볼 사무국은 야구의 열기 확대를 위해서 메이저 리그 베이스볼 선수들도 참가하는 프로 야구 대회인 WBC(월드 베이스볼 클래식)을 2006년에 개최했지만 메이저 리그의 스타 선수들은 대체로 참가하지 않으면서 대회의 권위는 떨어진다고 할 수 있다. 이 대회는 2009년에 제2차 대회를 연 이래로 4년마다 개최되고 있다.

### 야구 리그
야구가 대중화되면서, 야구인과 야구 팀의 숫자도 함께 늘어났다. 그렇기 때문에 야구 팀간의 경기인 리그 경기도 대중화되고 있다. 여기서는 주로 프로리그를 중심으로 서술한다.

#### 북미 메이저 리그 베이스볼
세계 야구에서 가장 큰 규모의 프로 야구 리그는 미국의 메이저 리그로, 내셔널 리그 15팀, 아메리칸 리그 15팀, 총 30개의 팀으로 각각 서부, 중부, 동부 지구로 나뉘어 있다.
- 내셔널 리그
  - 동부 지구 - 애틀랜타 브레이브스, 마이애미 말린스, 뉴욕 메츠, 필라델피아 필리스, 워싱턴 내셔널스
  - 중부 지구 - 시카고 컵스, 신시내티 레즈, 밀워키 브루어스, 피츠버그 파이리츠, 세인트루이스 카디널스
  - 서부 지구 - 애리조나 다이아몬드백스, 콜로라도 로키스, 로스앤젤레스 다저스, 샌디에이고 파드리스, 샌프란시스코 자이언츠
- 아메리칸 리그
  - 동부 지구 - 볼티모어 오리올스, 보스턴 레드삭스, 뉴욕 양키스, 탬파베이 레이스, 토론토 블루제이스
  - 중부 지구 - 시카고 화이트삭스, 클리블랜드 가디언즈, 디트로이트 타이거즈, 캔자스시티 로열스, 미네소타 트윈스
  - 서부 지구 - 휴스턴 애스트로스, 로스앤젤레스 에인절스, 오클랜드 어슬레틱스, 시애틀 매리너스, 텍사스 레인저스

메이저 리그 밑으로는 마이너 리그에 트리플 A, 독립 트리플 A, 더블 A, 클래스 A 어드밴스드, 클래스 A, 클래스 A 쇼트 시즌, 루키 어드밴스드, 루키등의 하위 리그들이 각 연고지마다 분포되어 있다. 그리고 메이저 리그와는 별개로 독립리그들이 북중미권에 여럿 있다.

#### 일본 프로 야구
일본 프로 야구는 세계에서 2번째로 출범한 리그로, 현재는 센트럴 리그와 퍼시픽 리그 양대 리그 체제로 운영되고 있다. 센트럴 리그에는 지명타자 제도가 없고 퍼시픽 리그에는 지명타자 제도가 있다.
- 센트럴 리그
  - 요미우리 자이언츠, 도쿄 야쿠르트 스왈로스, 요코하마 DeNA 베이스타스, 주니치 드래건스, 한신 타이거스, 히로시마 도요 카프
- 퍼시픽 리그
  - 홋카이도 닛폰햄 파이터스, 도호쿠 라쿠텐 골든이글스, 사이타마 세이부 라이온스, 지바 롯데 마린스, 오릭스 버펄로스, 후쿠오카 소프트뱅크 호크스

미국의 마이너 리그처럼, 일본도 2군 리그 제도를 운영하고 있다. 또한 여러 독립 리그도 존재한다.

#### 대한민국 (KBO 리그, KBO 퓨처스리그, 독립리그)
1982년 세계에서 3번째로 프로 리그가 출범했으며, 2015년 시즌부터는 KBO 리그라는 명칭이 공식 제정되었다. 주관 기구는 KBO이다.
1982년 기준으로 삼성 라이온즈, OB 베어스, 롯데 자이언츠, 해태 타이거즈, MBC 청룡, 삼미 슈퍼스타즈의 6개 팀으로 리그가 진행되었다.지금은 10개이다.
KBO 리그는 KBO 퓨처스리그라는 명칭으로 2군 리그 시스템을 운용하고 있다. 퓨처스 리그에는 상무가 추가로 참여하고 있으며, 이 팀은 국군체육부대 소속으로 군 입대 선수들만 소속되어 있다. 또한 KBO 리그의 키움 히어로즈는 고양 히어로즈, NC 다이노스는 창원 다이노스라는 별도의 팀 명칭을 퓨처스리그에 한정하여 사용하고 있다.
한국의 독립리그는 한국독립야구연맹이 주관하는 한국야구독립리그와 코리아 드림 리그가 있다. 2011년부터 2014년까지 고양 원더스가 있었고, 현재는 연천 미라클, 저니맨 외인구단, 파주 챌린저스가 있다.

#### 대만 프로 야구
대만 프로 야구는 중화 직업봉구 대연맹의 주관으로 개최되며, 1990년부터 리그 경기가 시작되었다. 대만 리그의 경우, 잇달은 승부 조작 사건과 모기업의 경영난 문제로 참가 팀 수가 자주 변화하였으며, 2015년 기준으로 유니 세븐일레븐 라이온즈, 중신슝디 엘리펀츠, EDA 라이노스, Lamigo 몽키스 4개 팀이 참여하고 있다.
한동안 타이완 메이저 리그도 함께 개최되었으나, 현재는 중화 직업봉구 대연맹에 흡수되었다.

#### 중국 야구
1986년 중국야구연맹이 창설되었고 2002년 4팀이 참가한 중국야구리그가 탄생되었다. 2005년, 2009년에 각각 한 팀씩 늘어나기 시작 해 확장을 이어갔으나 2008년 베이징 올림픽 이후 야구가 올림픽 종목에서 퇴출 당하고 2009년 일본이 스폰서에서 철수하면서 위기를 맞게되어 결국 2012년부터 2년동안 리그가 열리지 못하게 되었다.
그러나 2014년부터 부동산 재벌 헝다그룹이 스폰서로 참여하면서 리그가 재개 되었고 상금규모도 확대되었다. 또한 중국정부는 2025년까지 지도자 6000명, 심판 등 야구관련 전문인력 1만 명을 양성한다는 목표를 세우고 있다. 또한 지금 야구장 규모는 3000~4000석정도인데 3년 내에 여러 곳에 1만2000석 규모 구장을 건설 하며 구단 수는 20개까지 늘릴 예정이다.

#### 유럽 야구
네덜란드, 이탈리아, 독일, 프랑스, 체코, 스페인, 오스트리아 등 이러한 국가들은 세미프로리그이며 그 외에도 아마리그로 운영되고 있는 국가들이 존재한다.

#### 기타 야구 리그
오스트레일리아, 푸에르토리코, 도미니카 공화국, 파나마, 콜롬비아, 베네수엘라, 니카라과, 캐나다 등에도 세미 프로리그가 있고 베트남, 필리핀에도 야구리그가 있다. 쿠바는 공산 국가 특유상 프로 리그는 없지만 아마추어 국제대회에서는 상당한 실력을 보인다.
야구 리그는 난이도에 따라, 예를 들어서 아마추어, 프로에 따라서, 또는 성별에 따라, 나이에 따라서 리그가 다르다. 어린이 프로그램은 야구 규칙에 보다 더 쉬운 규칙을 적용하고 더 작은 구장에서 경기를 치르며, 코치나 기계로부터 보다 더 쉬운 투구를 한다. 또한 아마추어, 논-프로도 공식 야구 규칙에서 변형된 규칙을 사용한다.

#### 동호인 야구 (사회인 야구)
대한민국, 일본 등지에서는 전문 선수가 아니더라도 동호인들이 취미로 자체적인 야구 리그를 조직하여 주말 등을 이용하여 소규모 야구장 등을 중심으로 자체적인 야구 경기를 개최하고 있는데, 이것을 동호인 야구 또는 사회인 야구라고 부른다.
동호인 야구단과 리그가 형성되는 구심점은 지역, 직업, 직장, 공유하는 야구 이외의 관심사 등이 있다.

## 관련 문화
- 분류:야구 문화

### 영화
- 슈퍼스타 감사용
- 글러브
- 미스터 고
- 머니볼
- 퍼펙트 게임(2009)
- 퍼펙트 게임(2011)
- 내 인생의 마지막 변화구
- 나는 갈매기
- 루키
- 그들만의 리그
- YMCA 야구단
- 굿바이 홈런
- 외야의 천사들
- 사랑을 위하여
- 꿈의 구장
- 해가 서쪽에서 뜬다면
- 이장호의 외인구단
- 19번째 남자
- 날 미치게 하는 남자
- 투수 공을 던집니다

### 드라마
- 2009 외인구단
- 루키즈
- 약해도 이길 수 있습니다
- 스토브리그

### 예능프로그램
- 천하무적 야구단
- 최강 야구

### 만화
- 분류:야구 만화
- 다이아몬드 A
- 크게 휘두르며
- H2
- 메이저
- 공포의 외인구단
- 최훈 프로야구 카툰
- 라이징 패스트볼
- 제 7구단

### 게임
- 마구마구
- 슬러거
- 신야구
- 컴투스 프로야구2024
- 이사만루24
- 프로야구 H3
- 프로야구 스타
- 넷마블 프로야구
- 컴프야 V24

### 야구광 캐릭터
- 찰리 브라운
- 야마모토 타케시
- 크게 휘두르며의 등장인물 목록

## 같이 보기
- 시리즈
- 벤치 클리어링
- 야구 감독
- 야구 코치
- 지명 타자
- 대타
- 대주자

| - 콜드게임 - 일시정지경기 - 야구 장비 - 야구의 포지션 - 수비번호 - 야구의 기록 - 야구장 | - 분류:야구 문화 - 분류:야구 영화 - 분류:야구 게임 - 분류:야구상 - 야구 카드 - 야구 명예의 전당 - 스피드건 - KBO | - 오이나 - 소프트볼 - 크리켓 - 스틱볼 - 티볼 |

## 참고 문헌
- 조지 벡시 (2007). 《야구의 역사》. 을유문화사. 8932430799.
- 설리번 딘 (1997). 《Early Innings: A Documentary History of Baseball, 1825-1908》. U of Nebraska Press. 0803292449.
- 설리번 딘 (2002). 《Late Innings: A Documentary History of Baseball, 1945-1972》. U of Nebraska Press. 0803292856.
- 잭 스탈링스; 밥 베넷 (2003). 《Baseball Strategies: Your Guide to the Game Within the Game》. American Baseball Coaches Association/Human Kinetics. ISBN 0-7360-4218-0, OCLC 50203866 |isbn= 값 확인 필요: invalid character (도움말).
- 하일성 (1995). 《최신 야구교실》. 국일미디어. ISBN 978-89-7425-228-1.